# José María Mañá
José María Mañá de Angulo (Madrid, 1912 - Madrid, 1964) fue licenciado en filosofía y letras, investigador y  arqueólogo español, fue director del Museo Arqueológico de Ibiza durante veinte años (1944-1964).

## Biografía
Nace en Madrid en 1912 y se licencia en Filosofía y Letras en la Universidad de Madrid en 1941. Ejerció como profesor de esa misma universidad hasta su ingreso en el Cuerpo Facultativo de Archiveros Bibliotecarios y Arqueólogos en 1944. Ese mismo año es destinado a Ibiza y recibe el nombramiento de Comisario Delegado Insular de Excavaciones Arqueológicas en Ibiza y Formentera.
A su llegada a Ibiza, tuvo que realizar su trabajo en condiciones bastante difíciles, debido a que España se encontraba sumida en los años de posguerra y las partidas presupuestarias y las subvenciones para actividades arqueológicas eran prácticamente inexistentes, sin embargo desarrolló una actividad notable como investigador y arqueólogo en campo.
Entre 1946 y 1955 realizó seis campañas (1946, 1949, 1950, 1951, 1954 y 1955) en la necrópolis de Puig des Molins, yacimiento donde se encuentra actualmente el museo monográfico -construcción que se inició precisamente bajo su dirección- y que en 1999 fue declarado Patrimonio de la Humanidad por la UNESCO. En 1949 se convierte en vicepresidente del Instituto de Estudios Ibicencos.
Al margen de estas intervenciones también realizó excavaciones en la Illa Plana (1953 con Miriam Astruc), en Sant Mateu d'Aubarca (Can Callarga en 1955 con M. Astruc) y con Dr. Benito Vilar Sancho rescató en la Bahía de San Antonio Abad el primer pecio de Ibiza (1962-1963). En 1964 es nombrado miembro de la Asociación Española de Orientalistas, ese mismo año, el 7 de noviembre, muere en Madrid.

## Sus investigaciones más importantes
- El estudio de las terracotas acampanadas del santuario de Es Cuieram, de las que realizó un primero ensayo de tipología.
- El estudio de los cascarones de huevos de avestruz con decoración.
- Y la tipología de las ánforas púnicas.

Siendo esta última investigación es la que más renombre le proporcionó; además de ser el más conspicuo y necesario para la época, llenando un vacío en la investigación del Mediterráneo Occidental. A día de hoy, y no sin dejar de admitir que se ha quedado un poco obsoleta por el trabajo de Joan Ramón (Ramón, 1995), su tipología sigue siendo citada reiteradamente, a nivel nacional e internacional, por los arqueólogos en sus trabajos en campo y por la bibliografía especializada de las publicaciones.

## Tipología de las Ánforas Púnicas
Publicado en: VI Congreso Arqueológico del Sudeste Español. Alcoy, 1950, pp. 203-210. Cartagena, 1951. Agrupa las ánforas púnicas halladas en "yacimientos cartagineses" de España en cinco tipos "bien diferenciados a la vista": A, B, C, D y E.
El tipo A lo define morfológicamente como un ánfora "sin cuello, con reborde en la boca, dos pequeñas asas -colocadas en ocasiones oblícuamente- y perfil sinuoso que se va ensanchando para estrechar luego en curva entrante hacia mitad del vaso, enlazándose de nuevo en curva inversa, más amplia, que se va cerrando hacia la base redondeada o en punta". Este tipo lo define como el característico de Ibiza, aunque solo agruparía las formas PE-14/T.8.1.1.1, PE-15/T.8.1.2.1 y PE-16/T.8.1.3.1 de Ramón (1991; 1995), producciones que abarcan los siglos IV y III a. C. Con posterioridad, como ya veremos, las ánforas ebusitanas adquirirán la forma Mañá-E (de sección bicónica), serán las PE-17/T.8.1.3.2 y la PE-18/T.8.1.3.3, formas anfóricas que ocupan el período entre el II a. C.-I d. C. 
Mañá sitúa la inspiración ebusitana de este tipo A en Cartago, y concretamente hace referencia a la necrópolis de los Rabs, donde se hallaron incineraciones secundarias que utilizaban este tipo de ánfora como contenedor de las cenizas. También nos dice que en Villaricos se hallaron en inhumaciones.
Ramón agrupará ulteriormente (1995) este tipo en el 8, que en su forma evolucionada también englobará el tipo Mañá-E (PE-17 y PE-18). Aunque para Villaricos Ramón establece unos tipos propios, que en algunas formas, T.1.3.2.4, son muy similares a las PE-12 y PE-13 (T.1.3.1.2 y T.1.3.2.3 respectivamente). Es una forma con bastante difusión dentro del mundo púnico del Mediterráneo Occidental en su fase más prístina del siglo VI a. C. encontrándose producciones "similis" en Cerdeña, Sicilia y Túnez (p.e.: T.1.3.2.1, T.1.3.2.2 y T.1.3.2.5). El tipo 8.1.1.1 o PE-14 (es decir, ánfora púnico-ebusitana nº14), dice Ramón (1995: 220) que es un modelo anfórico propio de Ibiza que deriva por generación directa y evolución insensible del T.1.3.2.3 (la PE-13), que a su vez deriva de la T.1.3.1.2 (PE-12) que "tiene un indiscutible parentesco con los recipientes del SE ibérico de los T.1.3.1.3 y T.1.3.2.4" (Ramón, 1995: 170). Así parecen coincidir Mañá y Ramón, porque este último sitúa el origen del tipo en un "doble influjo de las fenicio-occidentales T.10.2.2.1 y las centro-mediterráneas T.1.2.1.2 y T.1.4.2.1.